# Кликджекинг
Кликджекинг (англ. Clickjacking) — механизм обмана пользователей интернета, при котором злоумышленник может получить доступ к конфиденциальной информации или даже получить доступ к компьютеру пользователя, заманив его на внешне безобидную страницу или внедрив вредоносный код на безопасную страницу. Принцип основан на том, что поверх видимой страницы располагается невидимый слой, в который и загружается нужная злоумышленнику страница, при этом элемент управления (кнопка, ссылка), необходимый для осуществления требуемого действия, совмещается с видимой ссылкой или кнопкой, нажатие на которую ожидается от пользователя.
Возможны различные применения технологии — от подписки на ресурс в социальной сети до кражи конфиденциальной информации и совершения покупок в интернет-магазинах за чужой счёт.

## История
Термин «кликджекинг» впервые использовали специалисты по информационной безопасности Роберт Хансен и Еремия Гроссман. Они обнаружили уязвимость нулевого дня в продуктах Adobe и в браузерах компаний Microsoft и Mozilla, которая позволяла получить доступ к компьютеру жертвы атаки.